# Académie des inscriptions et belles-lettres

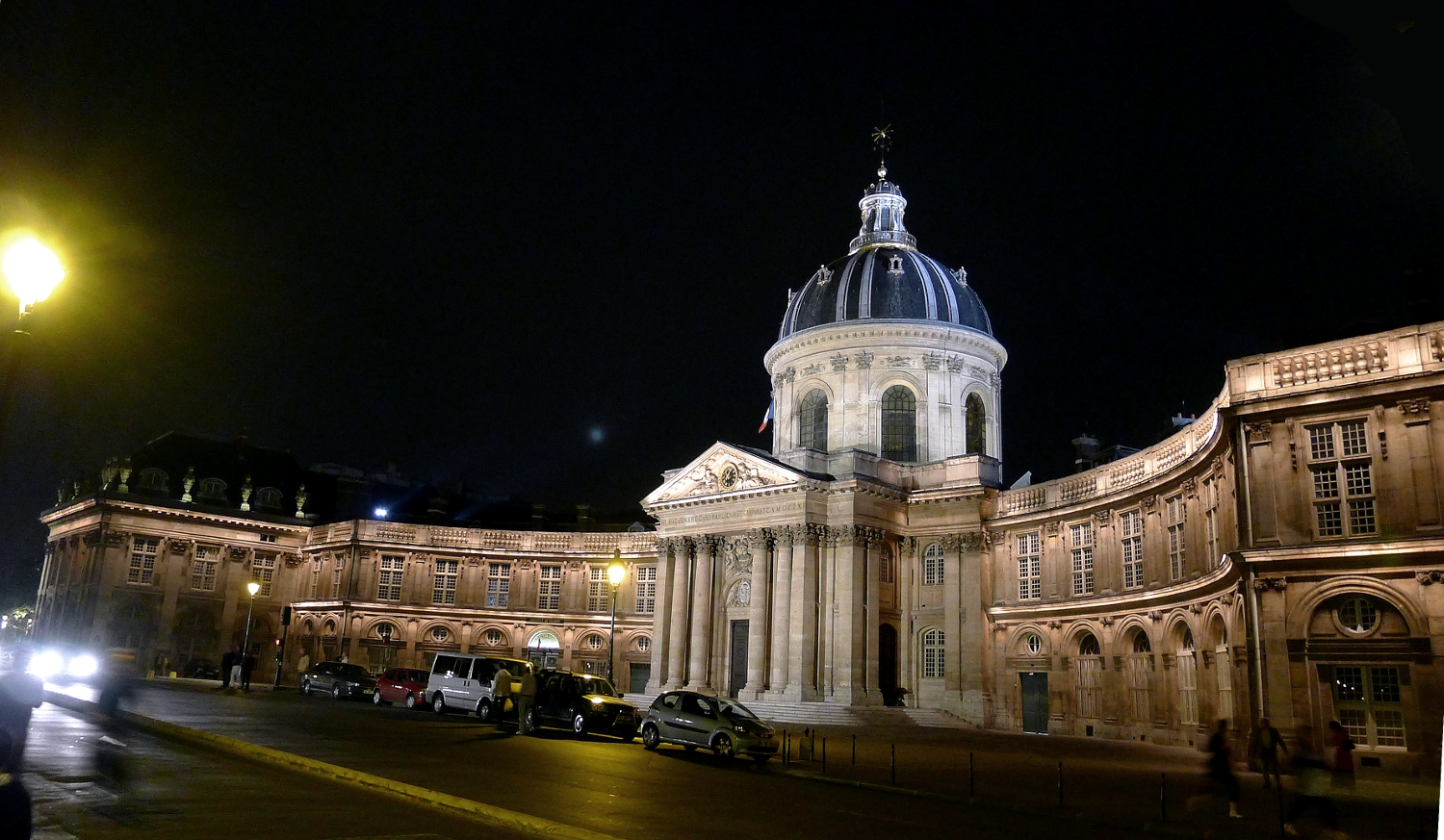
Der Sitz der Akademie in Paris

Die Académie des inscriptions et belles-lettres (Akademie der Inschriften und Literatur), früher Académie royale des inscriptions et médailles und Académie royale des inscriptions et belles-lettres, auch „la petite académie“ genannt, war ursprünglich eine französische Gesellschaft zur Förderung der französischen Epigraphik. Heute ist die Académie eine Gelehrtengesellschaft für wissenschaftliche Forschungen, die sich Sprachen, Geschichte, Kultur und Kunst der gesamten Alten Welt von den Anfängen bis heute widmet.

## Bedeutung

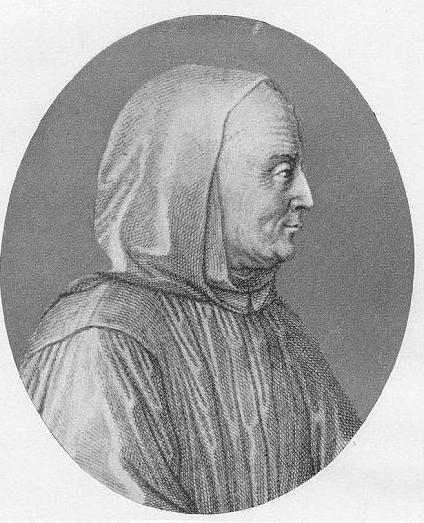
Jean Mabillon, Gründungsmitglied der Akademie

Neben der Académie française, der Académie des sciences, der Académie des beaux-arts und der Académie des sciences morales et politiques ist die Académie des inscriptions et belles-lettres einer der fünf Teile des Institut de France mit Sitz in Paris.
1663 wurden von Jean-Baptiste Colbert vier Mitglieder der Académie française eigens dazu abgestellt, die Abfassung und Redaktion der Inschriften auf den öffentlichen Denkmälern zu leiten. Diese Kommission, die auch „la petite académie“ genannt wurde, erhielt 1701 den Namen Académie royale des Inscriptions et Médailles sowie ein Reglement, das die Zahl ihrer Mitglieder auf 40 festsetzte und den Bereich ihrer Tätigkeit in die Sektionen Geschichte, Archäologie und Philologie teilte. Aufgrund eines Dekretes des französischen Regenten, wurde am 4. Januar 1716 der Name in Académie royale des inscriptions et belles-lettres geändert.
Jean-François Champollion stellte seine Erkenntnisse bei der Erforschung der Hieroglyphen zum ersten Mal einer breiteren Öffentlichkeit bei einem Vortrag vor der Inschriftenakademie vor.
Heute besteht die Académie des inscriptions et belles-lettres aus 55 französischen Mitgliedern und 40 assoziierten ausländischen Mitgliedern. Hinzu kommen je 50 französische und ausländische korrespondierende Mitglieder. Die Mitglieder werden auf Lebenszeit gewählt. Wird ein Sitz vakant, machen die Mitglieder der Académie Vorschläge und wählen das neue Mitglied in geheimer Wahl. Das trifft sowohl für die ordentlichen französischen wie auch für die assoziierten ausländischen Mitglieder zu.
Die Sitze werden in vier gleichmäßige Gruppen unterteilt:
- Orientalisten: von Ägypten über die Levante und Anatolien, dem mittleren bis in den fernen Osten, von den frühen Hochkulturen bis ins moderne Indien und China
- Klassische Altertumswissenschaftler: Althistoriker, Klassischen Philologen, Klassische Archäologen, Numismatiker, Keltologen
- Mediävisten, inklusive des slawischen und byzantinischen Raumes, zeitlich bis ins 17. Jahrhundert ausgedehnt
- Gemischte Gruppe: Rechtshistoriker, Linguisten, Religionshistoriker, Prähistoriker, Philosophen

Die Veröffentlichungen der Akademie sind reichhaltig, so werden allein mehr als 20 Periodika im Jahr veröffentlicht.
Die Akademie verleiht mehr als dreißig unterschiedliche Preise. Dazu gehören der Prix du Budget, Prix Gobert, Prix Bordin, Prix Saintour sowie der Prix Stanislas Julien für bedeutende Publikationen in der Sinologie.

## Secrétaire perpétuel
Die Akademie wird vom Secrétaire perpétuel geleitet:
- Charles Perrault (1663–1682)
- Jean Gallois (1682–1683)
- Henri de Bessé de la Chapelle (1683–1691)
- Paul Tallemant (1691–1706)
- Claude Gros de Boze (1706–1742)
- Nicolas Fréret (1742–1749)
- Jean-Pierre de Bougainville (1749–1755)
- Charles Lebeau (1755–1772)
- Louis Dupuy (1772–1782)
- Bon-Joseph Dacier (1782–1793)
- Bon-Joseph Dacier (1803–1833)
- Antoine-Isaac Silvestre de Sacy (1833–1838)
- Pierre-Claude Daunou (1838–1840)
- Charles Athanase Walckenaer (1840–1852)
- Eugène Burnouf (1852)
- Joseph Naudet (1852–1860)
- Joseph Guigniaut (1860–1873)
- Henri Wallon (1873–1904)
- Georges Perrot (1904–1914)
- Gaston Maspero (1914–1916)
- René Cagnat (1916–1937)
- René Dussaud (1937–1948)
- Alfred Merlin (1948–1964)
- Georges Tessier (1964–1968)
- André Dupont-Sommer (1968–1983)
- Jean Leclant (1983–2011)
- Michel Zink (2011–2022)
- Nicolas Grimal (seit 2022)